# Підлужний Андрій Борисович
Підлу́жний Андрі́й Бори́сович  (псевдо — НІЧЛАВА, NICHLAVA; нар. 2 лютого 1974, Тернопіль) — український співак, композитор, музикант, телеведучий, продюсер, лідер гурту «Нічлава» та колишній учасник гурту «Скрябін» (1997–2004),  Заслужений артист України (2017) військовослужбовець ЗСУ.

## Життєпис
Народився 2 лютого 1974 року в Тернополі. У дитинстві займався музикою і футболом.
Закінчив Тернопільський Експериментальний Інститут Психології за спеціальністю практичний психолог (1996).
Заступник Асоціації футболу Тернопільщини.
Закінчив Західноукраїнський національний університет, магістр, фахівець менеджменту соціокультурної діяльності (2022). Завідувач лабораторії соціокультурної діяльності Західноукраїнський національний університет.
Військовослужбовець ЗСУ.
Син — Давид. Ігор Пелих був його кумом.

## Творчість
Творчу діяльність розпочав у 1988 році у складі гурту «Флюгер». Працював у різних музичних колективах керівником та вокалістом. Неодноразово брав участь у фестивалях, конкурсах та концертних турах, як по Україні, так і за її межами.
З 1989 року — керівник і вокаліст гурту «Чорний мандрівник» («New Wave»). З 1990 року — керівник і вокаліст гурту «Архіпелаг» (поп-рок), участь у фестивалі «Надія» (м. Дніпро, березень 1990 року), фіналіст радіо-конкурсу «Шанс» (м. Київ, квітень 1990 р.) З 1990 року — вокаліст колективу «Телефон D(7-5)» (хард-рок). Альбом «Дай себе намалювати». Участь у фестивалі «Пам'ять» (серпень 1990), «Нівроку» (Тернопіль, вересень 1990р.), «Новий час» (м. Кам'янець-Подільський, вересень 1990 р.), «Музична імпреза — 91» (листопад 1990 р.) З 1990 року — вокаліст колективу «Горе переможеним» (рок-неоромантик). 7 місце у національному хіт-параді «Хіт-обойма» з композицією «Птахи летять» (грудень 1990 р). Альбом «Майстер зброярні». Участь у фестивалях «Друзі» (м.Полтава, січень 1991 р.), «Чорні поля» (м. Миколаїв, березень 1991 р.), «Випускник-91» (м. Тернопіль, червень 1991р). З 1991 року — керівник і вокаліст гурту «Західний вітер» (арт-поп), участь у фестивалі «Нівроку» (м.Тернопіль, серпень 1991р),
Музичний дебют Андрія Підлужного з гуртом «Нічлава-Блюз» відбувся 1993 року в одному з перших в Україні джаз-клубів «Нічлава» в Тернополі.

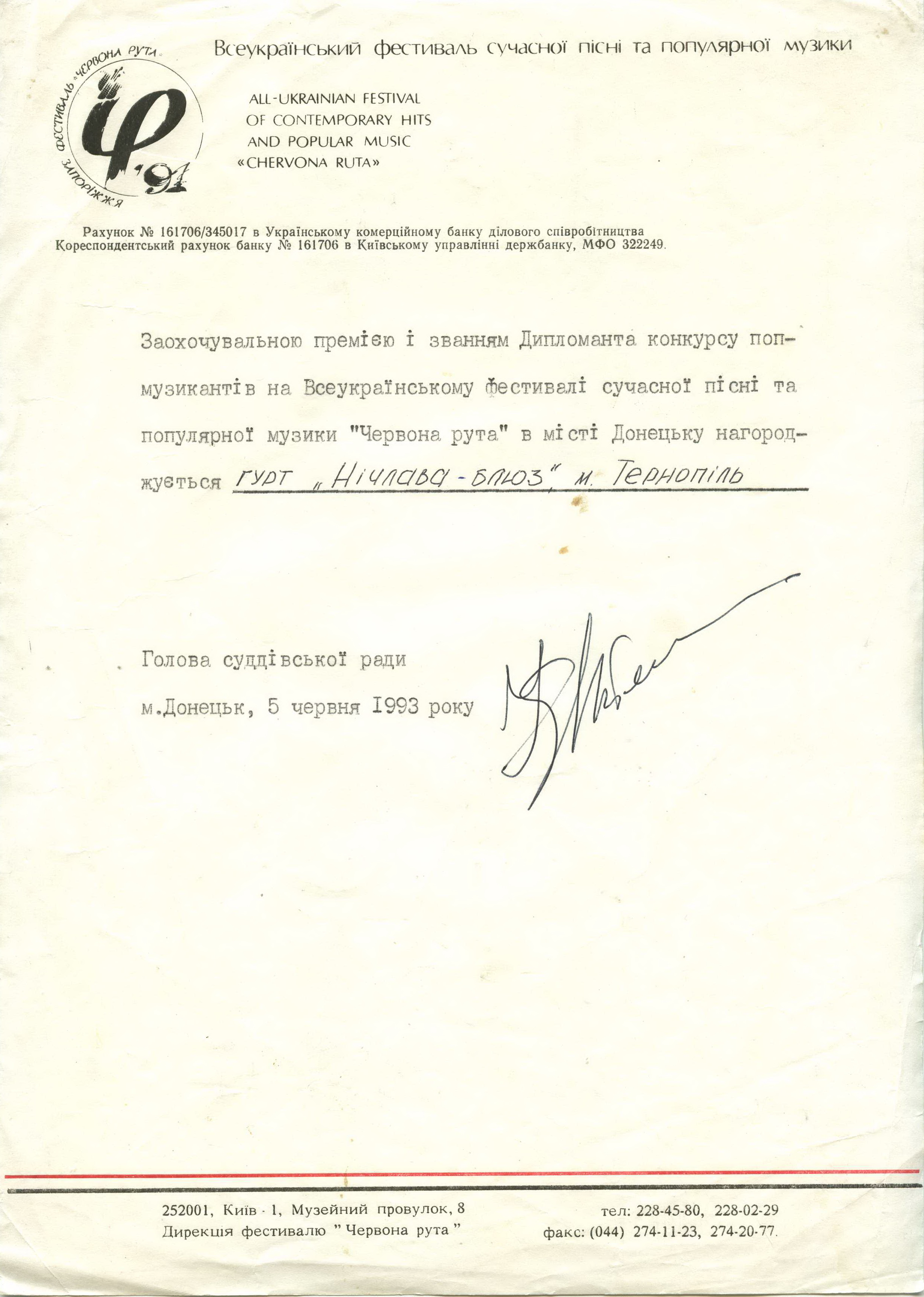
Диплом всеукраїнського фестивалю «Червона Рута»

Андрій Підлужний разом з гуртом «Нічлава-Блюз», брав участь у багатьох всеукраїнських та міжнародних конкурсах і фестивалях, де нагороджений відзнаками:
- червень 1993 — дипломант всеукраїнського фестивалю «Червона Рута» (м. Донецьк)
- 1993 — лавреат Західноукраїнського фестивалю «Тарас Бульба»[4]
- 1993 — лавреат фестивалю «Вітер зі Сходу» Донецьк[5]
- 1993 — лавреат, 1-ше місце фестивалю «Романси Славутича»[джерело?]
- 1993 — фестиваль «Нові зірки старого року» — «найкращі музиканти року» та «відкриття року» [джерело?]
- 1994 — лавреат, 2-ге місце фестивалю «Мелодія»[6]
- 1994 — гість фестивалю «Слов'янський базар», учасник святкового концерту «Дні України в Білорусі», гість шоу «Диско-базар», гість концерту «Вечір з Мішелем Леграном» (м. Вітебськ, Білорусь)[джерело?]
- 1994 — лавреат «Доля-94 р» (м. Чернівці)[джерело?]

У 1994 році гурт уклав контракт із продюсерським агентством «Студія NOVA» та переїхав до Києва.
У 1994 році вів рубрику «Муза» на телеканалі «1+1» у молодіжній програмі «Бомба».
Гравець футбольної збірної зірок української естради «КЛАС-А».
- 1995 — перемога на радіоконкурсі RFI (Radio France Internationale, Париж, Франція) [джерело?]
- 1995 — лавреат «Пісенний вернісаж 95» (м. Київ) [джерело?]

У 1996 році підписує контракт із продюсерським агентством «BRAVO PRO» та змінює псевдо на «АНГЕЛ». За час співпраці створені пісні: «Там де пісок», «Моя любов», «Поцілую», «Співай Вночі» та інші.
Знявся в головних ролях у художніх музичних фільмах:
- «Казка про хлопчиків»[7]
- «Без назви» (студія «Піонер»)[джерело?]З

Учасник гала-концерту «Міс Україна 97» (Київ), гість гала-концерту «Червона рута 97» (Харків), лютий 1997 — учасник гала-концерту «Королева Харкова 97» (м.Харків)
Участь у телепрограмах: «М-Обсерваторія», «Лего-Експрес», «Доброго ранку Україна», «Від перехрестя до успіху», «Київ-Транзит», “TV-Single», «Вікна», «Крутий релакс», «ТВ-Перспектива», «Музична погода», «Ступа», «Музичні новини», «Гал-кліп», «Рефлекс», «Перехрестя», «Тинди-ринди», «Території „А“»
Публікації в журналах і газетах: «Галас», «Рок-н-Ролл», «Музичний клуб», «Академія», «Луна», «Вечірній Київ», «Тернопіль Вечірний», «Теленеделя»,«Суботня пошта», «Пост-Поступ», «Комсомольська правда», «Говорить і показує Україна», «Радянська Житомирщина», «Всеукраїнські відомості», «Київські відомості», «Західна Україна», «Експрес-газета»,«Україна молода», «Вільне життя», «Час», «Пан+Пані», «Гал-Кліп», «Номер Один», CITY LIFE.
З 1997 р по 2004 р. Андрій Підлужний співпрацював з гуртом «Скрябін», виконуючи партії бек-вокалу на альбомах гурту:
- «Спатанка»(1999),
- «Озимі люди»(2002),
- «Натура» (2003),
- «Альбом» (2004)

Андрій Підлужний брав участь у роботі над спільними музичними проєктами (як аранжувальник і вокаліст) разом з гуртом «Скрябін», Юлією Лорд та Тарасом Чубаєм — «Наше Різдво» (1999) та «Еутерпа» (1999). Разом з гуртом «Скрябін» Андрій Підлужний за період їх співпраці брав участь в усіх фестивалях і концертах в Україні, а також брав участь у  гастролях містами Канади — Торонто та ін., де представляли у тому числі альбом «Еутерпа» (серпень 1999 р), Великобританії (січень 2004 р.) та Росії (Сочі, фестиваль «Рупор», липень 2002 р.)
З 2000 року вів хіт-парад «Новиє Рускіе Горкі» на каналі М1 — в образі веселого Діда Андрона, персонажа якого сам вигадав і запропонував.
Згодом у тій самій ролі почав вести програму «Guten Morgen» на М1. Також був ведучим «SPY Reality Show» на каналі ICTV. Ведучий молодіжного шоу «Хочу і буду» з Ольгою Герасим'юк на 1+1, незмінний ведучий гумористичного вечірнього розважального шоу «Молочні брати» в ролі діда Андрона. на телеканалі М1 у компанії з Іллею Мітьком, фронтменом гурту «Лепреконси» (Білорусь). 
У 2003 році під час концертів з гуртом «Скрябін» у Великій Британії отримав почесну відзнаку «Кращий вокаліст України» від видавництва «Українська Британія» в рамках фестивалю «УКРАЇНА». На початку 2004 року покинув гурт «Скрябін» через конфлікт із Кузьмою.
2003–2004 р. розважальний проєкт «Spy Reality Show» ICTV (ведучий)
2004 року — співпраця з народною артисткою України Тіна Кароль (5 пісень, слова і музика)
2004–2005р. — молодіжний розважальний проєкт «НЕ ВСІ ВДОМА» 1+1 (ведучий, прямий ефір)
З 2005 року Андрій Підлужний обіймав посаду продюсера на телеканалах СІТІ та Кіно. Створив концепцію каналу, запропонувавши 77 м телепроєктів), об'єднаних однією ідеєю. Після запуску каналу в грудні 2006 року, керував кількома проєктами — «Авто-Сіті», «Фешн-Сіті», «Стар-Сіті» («STAR Сіті»). Проєкт «STAR Сіті» являв собою конкурс, що давав охочим можливість спробувати себе в ролі телеведучого. Програма виходила у 2007—2010 роках і здобула всеукраїнську популярність.
У 2007 році Андрій Підлужний разом з Олександром Положинським та гуртом «Тартак презентують спільну пісню «Не кажучи нікому» і кліп на неї. Разом з гуртом «Тартак» Андрій Підлужний за період їх співпраці брав участь в багатьох фестивалях і концертах в Україні
2007 - запис епічної композиції з гуртом ТАРАТАК «Не кажучи нікому..»
2006-2008р. автор та розробник загальної концепції телеканалу СІТІ (77 програм)
2006-2008р. автор та продюсер соціально-інтерактивного теле-веб конкурсу *STAR-CITI* СІТІ
2006-2008р. автор та продюсер проектів *АВТО-СІТІ*,*СПОРТ-СІТІ*,*NIGHT-CITI*,*FASHION-CITI* та ін.
2006-2008р. вечірнє молодіжне розважальне шоу *МОЛОЧНІ БРАТИ* М1(автор,ведучий,прямий ефір)
2008-2009р. продюсер, сценарист та автор проектів, ведучий *КІНО*
2009-2012р. дитячий блок *МЕГАМЕН* 2+2, СІТІ (автор,ведучий)
З 2009 року Андрій Підлужний – автор пісень (слів і музики) для відомих виконавців Тіни Кароль-«Ніжно», «Не дощ», «Шукай мене», «Закрили твої очі», «Віра.Надія.Любов».
Тоні Матвієнко-«А може ти», «Я мавкою була», «Роса» Володимира Трача-«Знаєш»
Андрій Підлужний поєднував роботу музиканта і композитора з роботою на телебаченні,  радіо та у пресі.  Він працював як керівник –редактор над періодичним галузевим довідником «ПІР Україна», працював на радіо  та був продюсером та телеведучим багатьох проєктах на загальнонаціональних та київських каналах  1 + 1, М1 та ICTV, СІТІ:
У 2012 році заявив про повернення на сцену.
У вересні 2013 року канал М1 оголосив про запуск дуже подібного проєкту «Star Поиск», у чому Андрій Підлужний вбачає плагіат.
2013-2014р. історичний теле-веб проект: *Український Трикутник*, *Український Трикутник+*
У грудні 2014 брав участь з гуртом «Тартак» у виступі на Майдані на підтримку Революції Гідності.
З січня 2014 постійно проживає у м. Тернополі і проводить в місті активну і культурну діяльність та з
2015-19 Голова журі та співорганізатор Першого Західно-Українського Пісенного Конкурсу "Караоке Без Кордонів LIVE" (дорослі)
2015-19 Голова журі та співорганізатор Першого Західно-Українського Пісенного Конкурсу "Караоке Без Кордонів LIVE" (діти)
2017-Саундпродюсер, саундтрек та музика до історичного фільму *Король Данило*
2017-Зйомки відеокліпа *Навіки* з популяризацією замкової спадщини тернопільської області в м.Кременець
Зйомки відеокліпа *ВОВКИ* з популяризацією замкової спадщини тернопільської області в м.Збараж
2017-Створення каскадерсько-бійцівського клубу *ЯСУНИ*
2017-Написання музики першого промо ролику м.Тернопіль в форматі 4К реж.Тарас Химич
2018 року отримав державну нагороду "Заслужений Артист України"
2018-член журі конкурсу ораторського-мистецтва *ORATORY LVIV OPEN*
2018- запис та зйомки відеокліпу спільної композиції "НАВІКИ", разом з Тоня Матвієнко та вокальною формацією •Піккардійська Терція• Вперше в Тернополі.
2018-нагорода *за активну громадську діяльність, особисту відданість Україні та з нагоди 27-річчя Незалежності України.
2018-19 роки - виступи на фестивалях, концерти, організація подій, фестивалів.
17 святкових концертів за участі артистів естради, ветеранів АТО та мистецьких колективів області.

2019-розпочато масштабні зйомки музичного кіно-кліпу "Падаючи на сніг.."
2019-Встановлення рекорду КНИГА РЕКОРДІВ УКРАЇНИ! результат-кількісті учасників рекорду 1550 осіб за виконання пісні «ВСТАВАЙ СОНЦЕ» (Автор слів і музики Андрій Підлужний!
2019-Засновник футбольної збірної тернопільських музикантів, ведучих, медійників, артистів, акторів, поетів та композиторів, танцюристів та художників ФК Вставай Сонце. Проведено 165 матчі, з них 24 міжнародні
2019-Організатор турнірів з міні-футболу паім’яті Ігоря Пелиха,  Віктора Гурняка, Муляра Руслана, Андрія Пушкара, пам’яті Воїнів 44 бригади.
2021-Засновник, організатор, учасник "ЗАЛІЗНИЙ КУБОК" перший військовий турнір з міні-футболу
2021-Засновник, організатор, учасник "ПЕНАЛЬТІ-2022" унікальний турнір з міні-футболу
2021-суддя першого телевізійного музичного конкурсу «МУЗИЧНІ ВІЙНИ»
2021-завідувач Лабораторією Суспільного Моделювання ЗУНУ
З початку повномасштабного вторгнення росії, мобілізувався до лав Збройних Сил України в 44-ту окрему артилерійську бригаду імені гетьмана Данила Апостола.

## Доробок

### Окремі пісні
Нічлава-Блюз:
- «Вставай, Сонце»
- «Зоряний Ангел»
- «Мертвий солдат»
- «Мавка»
- «Не плач»
- «Гей-а, не біда»

Тіна Кароль:
- «Не дощ»
- «Ніжно»
- «Шукай мене»
- «Закрили Твої очі»
- «Віра! Надія! Любов!»

Скрябін:
- «Спи собі сама»
- «Мовчати»

Тоня Матвієнко:
- «А може Ти»
- «Я мавкою була…»
- «Роса»*

«Ти-це я»
Володимир Трач:
- «Знаєш…»
- «Не говори..» сл.В.Ярмуш, муз.Андрій Підлужний

Е.К.А
- «Любові нема…» сл.О.Смик, муз.Андрій Підлужний

Юлія Думанська
- «Я Твой последний самолет»
- «Моє маленьке кошеня (Mon Petit Chaton)»

### Дискографія як Нічлава
- 1993 — «Вставай, Сонце»
- 1996 — «Там, Де Пісок»
- 1997 — «Епіграма»

### Суміжні проєкти
Запис двох композицій з Жанною Боднарук  заслуженою артисткою України, співачкою, президентом благодійної організації «Фонд сприяння розвитку естрадного мистецтва „Співай, Україно!“»:
- 1993 — «Зоряний Ангел»
- 1993 — «Літній дощ»

Разом з гуртом «Скрябін» Підлужний співпрацював над альбомами:
- 1999 — «Еутерпа»
- 1999 — «Наше різдво»
- 1999 — «Спатанка #1 — ВафLEE»
- 2002 — «Озимі люди»
- 2003 — «Натура»
- 2004 — «Альбом»

Запис 3-х спільних пісень з Олександром Положинським та гуртом «Тартак»:
- 2005 — «Вставай, Сонце»
- 2007 — «Не кажучи нікому»
- 2009 — «Мій лицарський Хрест»

### Фільмографія
- «Король Данило» (2018) — звуковий продюсер, актор

## Вшанування
- 28 серпня 2016 року на Алеї зірок у Тернополі встановлена зірка Андрія Підлужного.[15]
- «Почесний громадянин міста Тернополя» (2017)[16].
- нагрудний знак «Гордість Тернопілля» (2018)[17]